# 北条港
北条港（ほうじょうこう）は、愛媛県松山市北条地区（旧北条市）にある地方港湾。北条漁港（ほうじょうぎょこう）とも呼ばれる。管理者は愛媛県。

## 海上交通
北条鹿島に対して渡船が、安居島に対してフェリーが運航されている。なお、北条鹿島港からは北条鹿島を一周する周遊船が運航されている。

### 北条鹿島
渡船
- 北条港～鹿島港

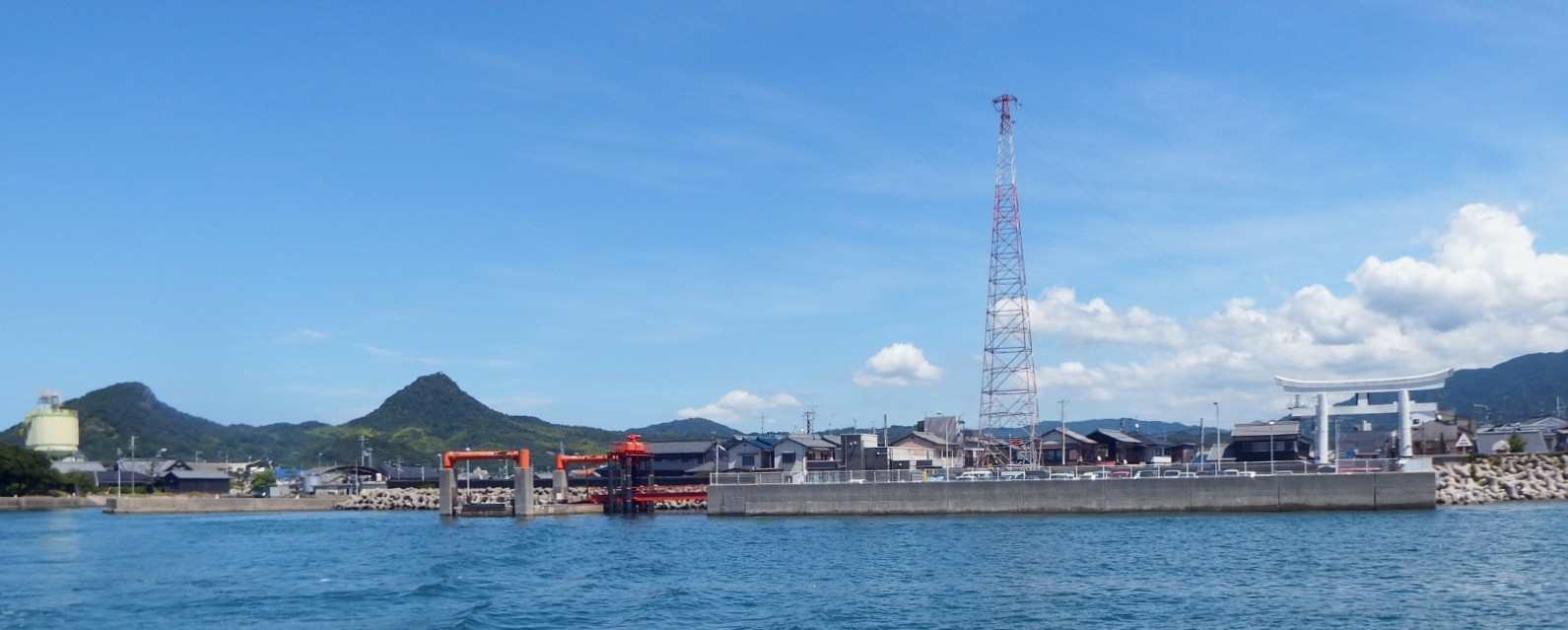
北条港

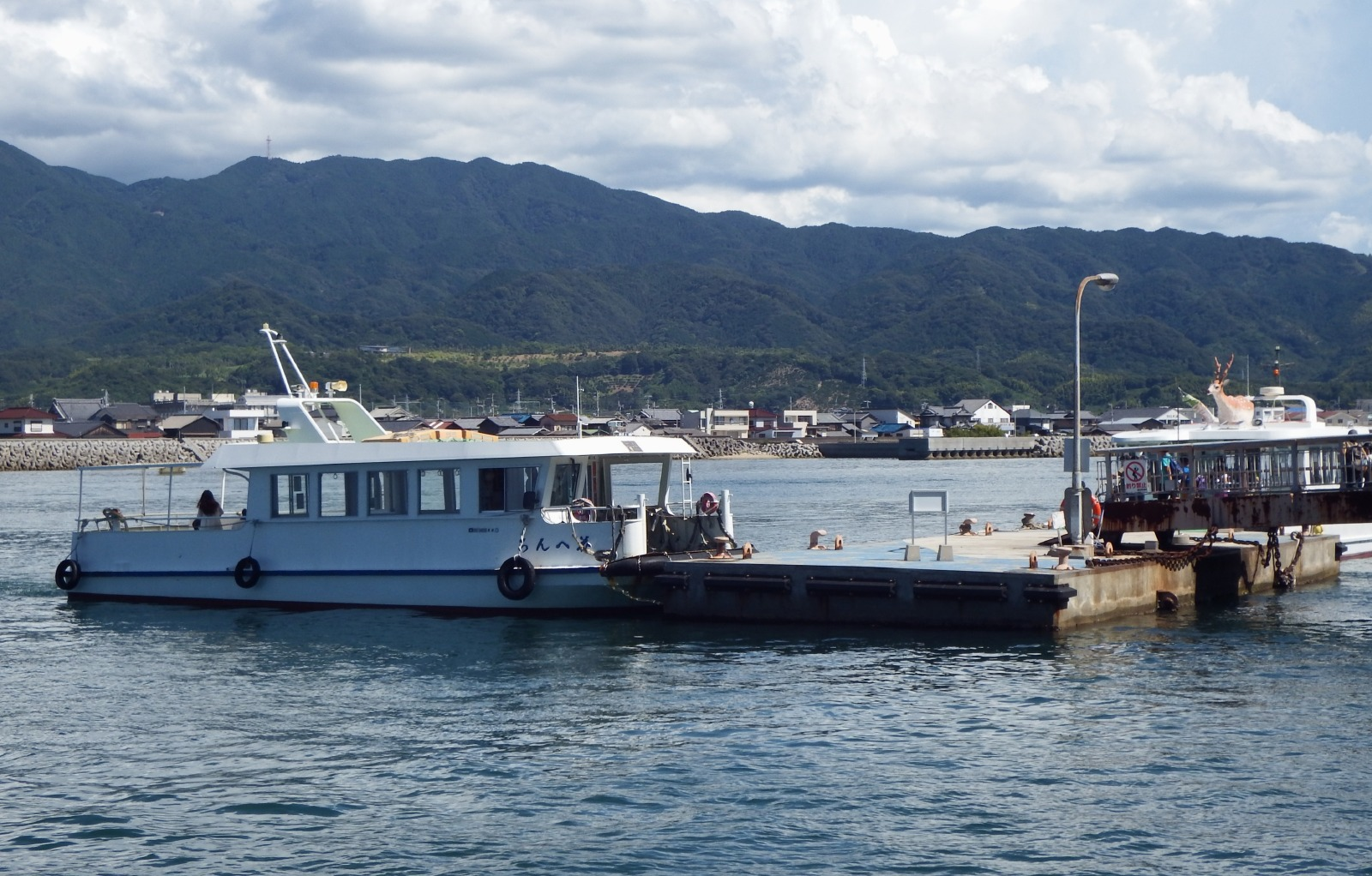
鹿島港

- 渡船「かしま」「花へんろ」を使用。片道約3分。
- 運賃（往復） - 大人210円、小学生以下110円。
- 北条港駐車料金 520円（夜間580円）運転手1名の渡船料を含む

周遊船（乗船約30分）
- 鹿島港～（周遊）～鹿島港
- 運賃 - 大人360円、小人180円。

### 安居島
フェリー
- 北条港～安居島港
- 旅客船「あいほく」を使用。片道35分。
- 運賃 - 大人840円、小人420円。

## 交通アクセス
- JR四国予讃線「伊予北条駅」から徒歩約15分。
- 松山市中心部から車で約45分。